# Parastichtis nigrescens
Parastichtis nigrescens là một loài bướm đêm trong họ Noctuidae.